# Сакс, Алексей (фигурист)
Алексей Сакс (род. 20 мая 1982 года, Таллин, Эстонская ССР, СССР) — эстонский фигурист. В паре с Дианой Ренник четыре раза выигрывал эстонский национальный чемпионат. Эта пара участвовала в XX Зимних Олимпийских играх в Турине, где заняла 17 место.

## Биография
В начале карьеры занимался одиночным катанием у тренера Ирины Кононовой, трижды завоёвывал титул чемпиона Эстонии среди юниоров. На взрослом уровне дошёл только до бронзовой медали в конце сезона 2000—2001 годов, поэтому в середине 2001 года решил перейти в парное катание и попросил тренера подыскать партнёршу. Ей стала Диана Ренник, дочь советских фигуристов Ардо и Юлии Ренник. Они же стали тренерами образованной пары, которая начала представлять на соревнованиях Эстонию.
Дебют на международном уровне состоялся уже через несколько месяцев на чемпионате Европы. Сакс и Ренник в дальнейшем неоднократно выступали за Эстонию на чемпионатах мира и Европы, где занимали места во втором десятке. В 2006 году они стали участниками соревнований в парном катании на Зимних Олимпийских играх (первое после 1936 года выступление эстонцев), где заняли 17 место. 

## Спортивные достижения
Одиночное катание
| Событие                       | 1999-2000 | 2000-2001 |
| ----------------------------- | --------- | --------- |
| Чемпионат мира среди юниоров  | 35        | 30        |
| Чемпионат Эстонии             | 4         | 3         |
| Junior Grand Prix Netherlands | 18        |           |
| Czech Skate                   | 16        |           |
| Junior Grand Prix Gdansk      | 16        |           |

С Дианой Ренник
|                              | 2001-02 | 2002-03 | 2003-04 | 2004-05 | 2005-06 | 2006-07 |
| ---------------------------- | ------- | ------- | ------- | ------- | ------- | ------- |
| Зимние Олимпийские игры      |         |         |         |         | 17      |         |
| Чемпионат мира               |         | 19      | 18      | 16      |         | 22      |
| Чемпионат Европы             | 17      | 13      | 12      | 11      | 12      | 14      |
| Чемпионат мира среди юниоров | 13      | 15      |         |         |         |         |
| Чемпионат Эстонии            | 2       | 1       | 1       | 1       | 1       | 2       |
| Trophée de France            |         |         |         |         | 10      |         |
| Кубок Китая                  |         |         |         | 9       |         |         |
| Мемориал Карла Шефера        |         |         |         |         | 9       |         |
| Nebelhorn Trophy             |         |         |         |         | 10      |         |
| Finlandia Trophy             |         | 7       |         |         |         |         |